# Sue Ryder
Pour les articles homonymes, voir Ryder.
Sue Ryder puis Sue Cheshire, née Margaret Susan Ryder (Leeds,3 juillet 1923 – Bury St Edmunds, 2 novembre 2000), travailla pendant la Seconde Guerre mondiale pour le service secret britannique Special Operations Executive. Elle dirigea de nombreuses organisations caritatives.

## Biographie

### Premières années
1923. Le 3 juillet, naissance de Margaret Susan Ryder à Leeds, Yorkshire
Éducation à la Benenden School, Kent.

### Période de la Guerre
Au déclenchement de la guerre, elle s’engage à 16 ans dans le First Aid Nursing Yeomanry (FANY). Rapidement elle est affectée à la section polonaise du SOE. Son travail consiste à conduire les agents sur l’aérodrome d’où ils doivent s’envoler pour leur mission en Europe.
1943. Elle est affectée en Tunisie.
Plus tard, elle est affectée en Italie.

### Après la Guerre
Ryder se porte volontaire pour effectuer des travaux d’assistance en Pologne et se consacre également à des activités caritatives.
1959. Elle épouse Leonard Cheshire, qui deviendra Baron Cheshire.
1975. Ils reçoivent un prix humanitaire du Variety Club.
1979.
- Ryder est nommée Pairesse. À la Chambre des lords, elle s’implique notamment dans les débats sur la défense, le logement, les services médicaux, le chômage et les relations entre races.
- La Reine mère ouvre la Fondation Sue Ryder (qui deviendra Sue Ryder Care) à Cavendish, Suffolk.

1989. Ryder continue aussi à parler pour la Pologne. Lors de l’effondrement du régime communiste, elle organise des convois de camions d’aide médicale et alimentaire. Un appel qu’elle lance dans le Daily Telegraph lui permet de collecter 40 000 £.
1998. Ryder démissionne comme administratrice de la Sue Ryder Foundation, et crée des fondations qui distribuent l'argent recueilli par le Lady Ryder of Warsaw Appeals Fund. 
2000. Lady Ryder de Varsovie meurt le 2 novembre à Bury St Edmunds, Suffolk.

## Distinctions
- 1957 : Officier de l'ordre de l'Empire britannique
- 1976 : Compagnon de l'ordre de Saint-Michel et Saint-Georges
- Commandeur de l'Ordre Polonia Restituta

## Œuvres
Ryder écrivit deux livres d’autobiographie :
- And the Morrow is Theirs, 1975
- Child of My Love, 1986